# On & On (Inna)
On & On è un singolo promozionale della cantante rumena Inna, estratto dal suo primo album di debutto Hot e pubblicato il 22 dicembre 2008.

## Il brano
On & On è un brano dance dal ritmo house, è stato scritto e prodotto dal trio Play & Win. Il brano fu rilasciato, anch'egli come i due precedenti, sul sito web della cantante gratuitamente per un periodo limitato di due settimane. Dopo quelle settimane il brano venne reso disponibile sulle piattaforme digitali come terzo singolo promozionale dall'album di debutto della cantante.
Successivamente un remix del brano "Chillout Mix", venne incluso nella tracklist ufficiale dell'album in studio di debutto Hot.

## Tracce
Testi e musiche di Play & Win.
1. On & On – 4:39
2. On & On (Chillout Mix) – 4:00